# 阿勒勃
阿勒勃，讹作阿勃勒（台湾通称），又称波斯皂莢、婆羅門皂莢、腊肠树（大陆通称）、豬腸豆（香港通称）、南蛮皂荚（日本通称）、長果子樹、牛角树、雨蘭松等，或据英语译作黃金雨、金急雨，是一種豆科蘇木亞科的植物。原產於南亞南部，從巴基斯坦南部往東直到印度及緬甸，往南直到斯里蘭卡。阿勒勃常被误称为金链花，但金链花其实是毒豆，一种原产欧洲的有毒植物。

## 名称
劳费尔指出阿勒勃（中古汉语：ʔa lək bət）音译自梵語：，羅馬化：āragvadha。此名最早見於唐代陳藏器《本草拾遗》（739年），書中亦稱之為婆羅門皂莢：
阿勒勃，味苦，大寒，无毒，主心膈间热风，心黄，骨蒸，寒热，杀三虫。生佛逝国，似皂荚，圆长，味甜好喫。一名婆罗门皂荚也。
唐代段成式《酉阳杂俎》（9世纪中期）稱之為波斯皂荚：
波斯皂荚，出波斯国，呼为忽野檐默。拂林呼为阿梨去伐。树长三四丈，围四五尺，叶似构缘而短小，经寒不凋。不花而实，其荚长二尺，中有隔。隔内各有一子，大如指头，赤色，至坚硬，中黑如墨，甜如饴，可啖，亦入药用。
忽野檐默與波斯语同源；阿梨去伐（中古漢語：ʔa li kʰɨə̆ʰ buat）或为叙利亚语音译，與“阿勒勃”同源。
雖然《本草拾遺》一書已佚，但丹波康赖《醫心方》（982年）、唐慎微《证类本草》（1108年）、明代官修本草《本草品彙精要》（1505）在引用《本草拾遺》時都寫作“阿勒勃”，表明“阿勒勃”是最原始的形式。《證類本草》明代諸版本、王文潔《太乙仙製本草藥性大全》（1582年）、陳士元《象教皮編》（1588年）以及黃一正《事物紺珠》（1604年）也都寫作“阿勒勃”。
有人提出今名“阿勃勒”也是受到梵語影響，音譯自梵語：，羅馬化：apālaṅka。此說難以成立，因為阿勃勒之名首見於《本草纲目》金陵初刻本（1596年），彼時南亞語言對漢語的影響早已式微。由於《本草綱目》卷三“百病主治藥上·瘵疰”仍寫作“阿勒勃”，所以有人辯稱“阿勃勒”這一訛名並非出自《本草綱目》。然而李時珍全書就只寫對了這一處，在卷三其它部分、卷四“百病主治藥下”以及卷三十一“果部·夷果類”，全都誤寫成了“阿勃勒”。
又有說法稱清代版本的《本草綱目》將名稱更正了，但事實卻是《本草綱目》的後續版本，如江西本（1603年）、杭州六有堂本（1640年）、杭州太和堂本（1655年）、四庫全書本（18世紀）、合肥本（1885年），無一例外都延續了這個錯誤。明清其它文獻，比如托名李杲的《食物本草》（1621年）、姚旅《露書》（1622）、張自烈《正字通》（1670年）、《广群芳谱》（1708年）、陳夢雷《古今图书集成》（1726年）也误寫成“阿勃勒”。

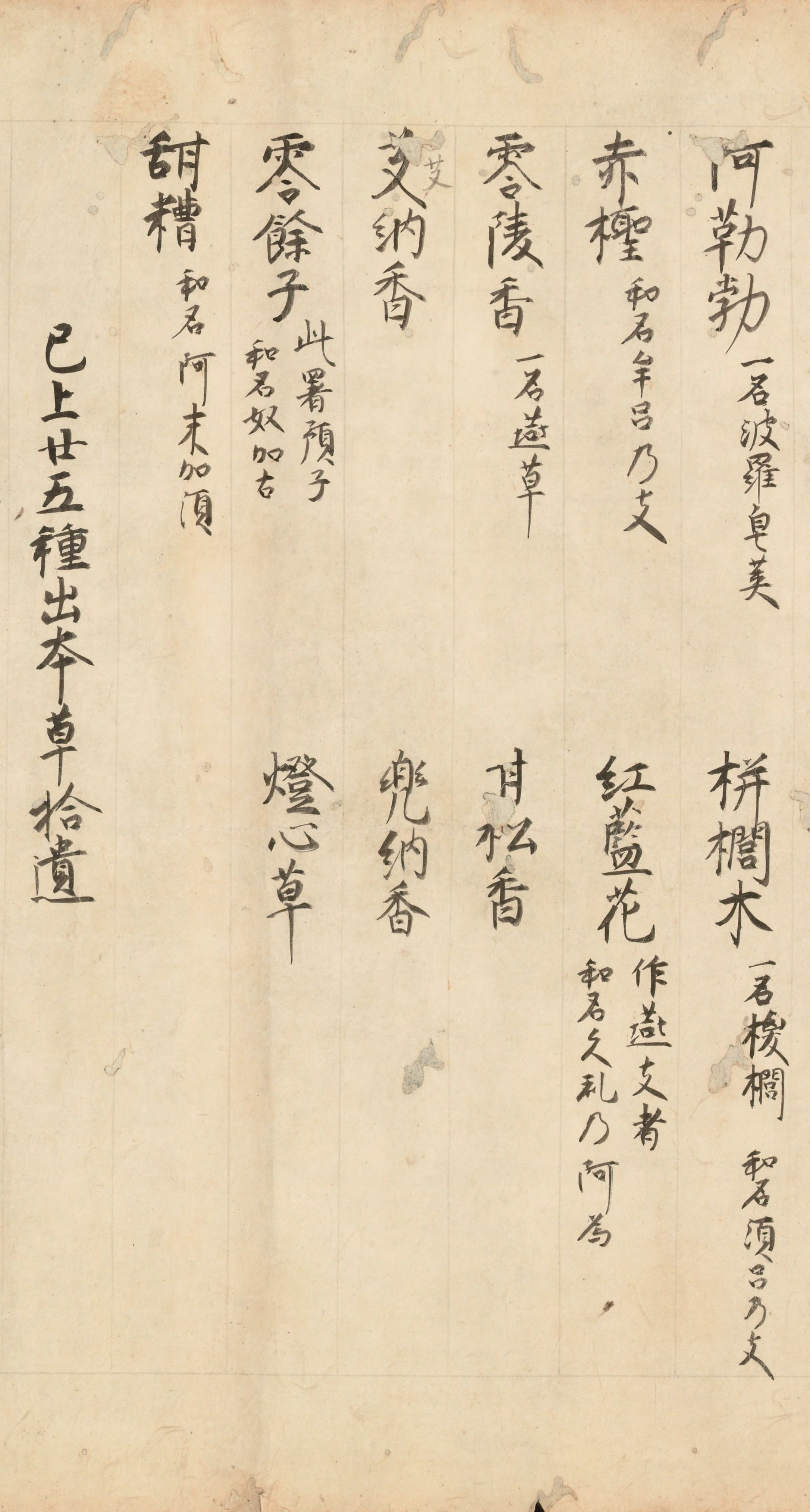
984年《醫心方》12世紀抄本
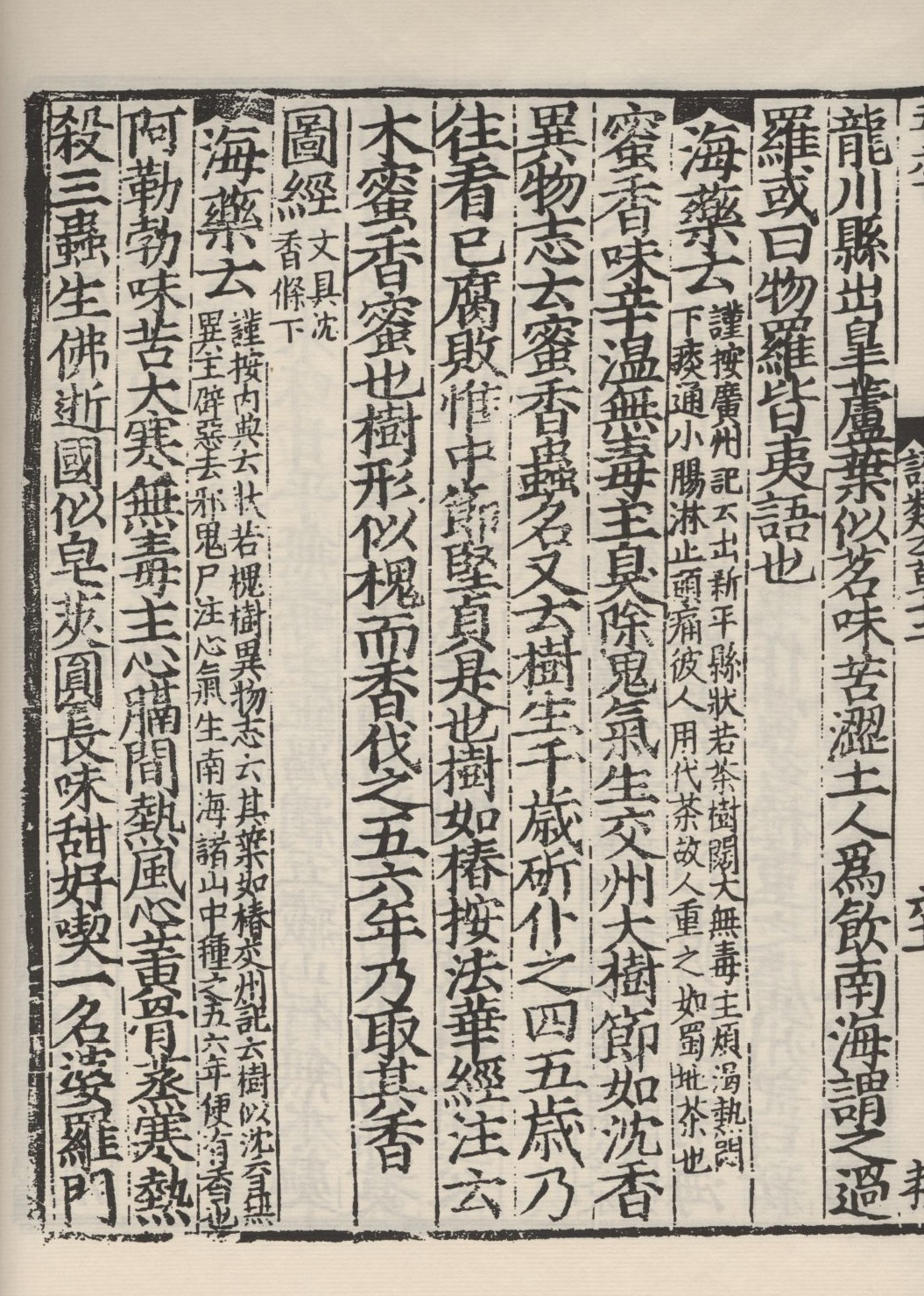
1108年《大觀本草》1211年劉甲刊本
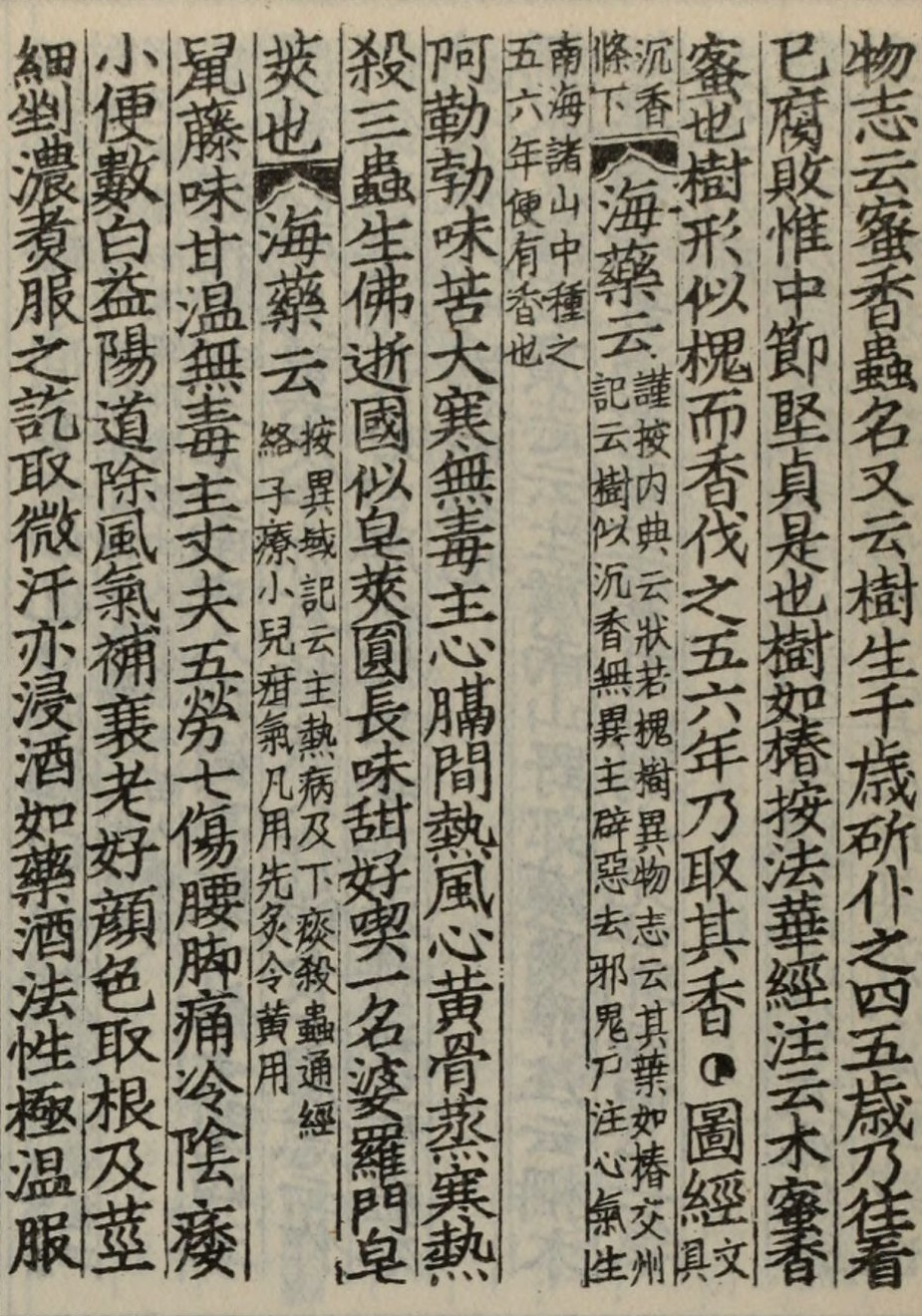
1116年《政和本草》1249年晦明軒刊重修本
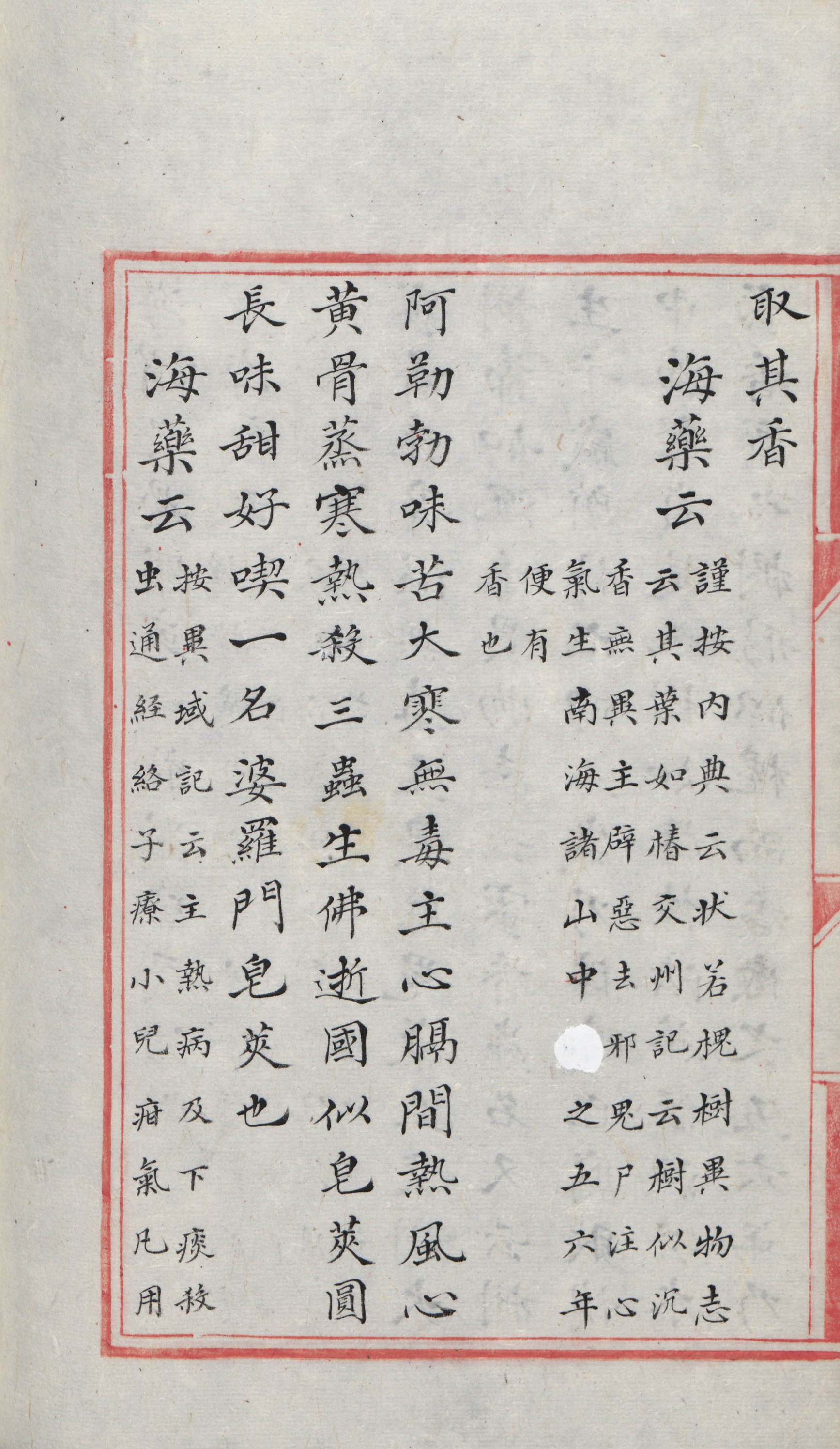
1505年《本草品彙精要》18世紀抄本
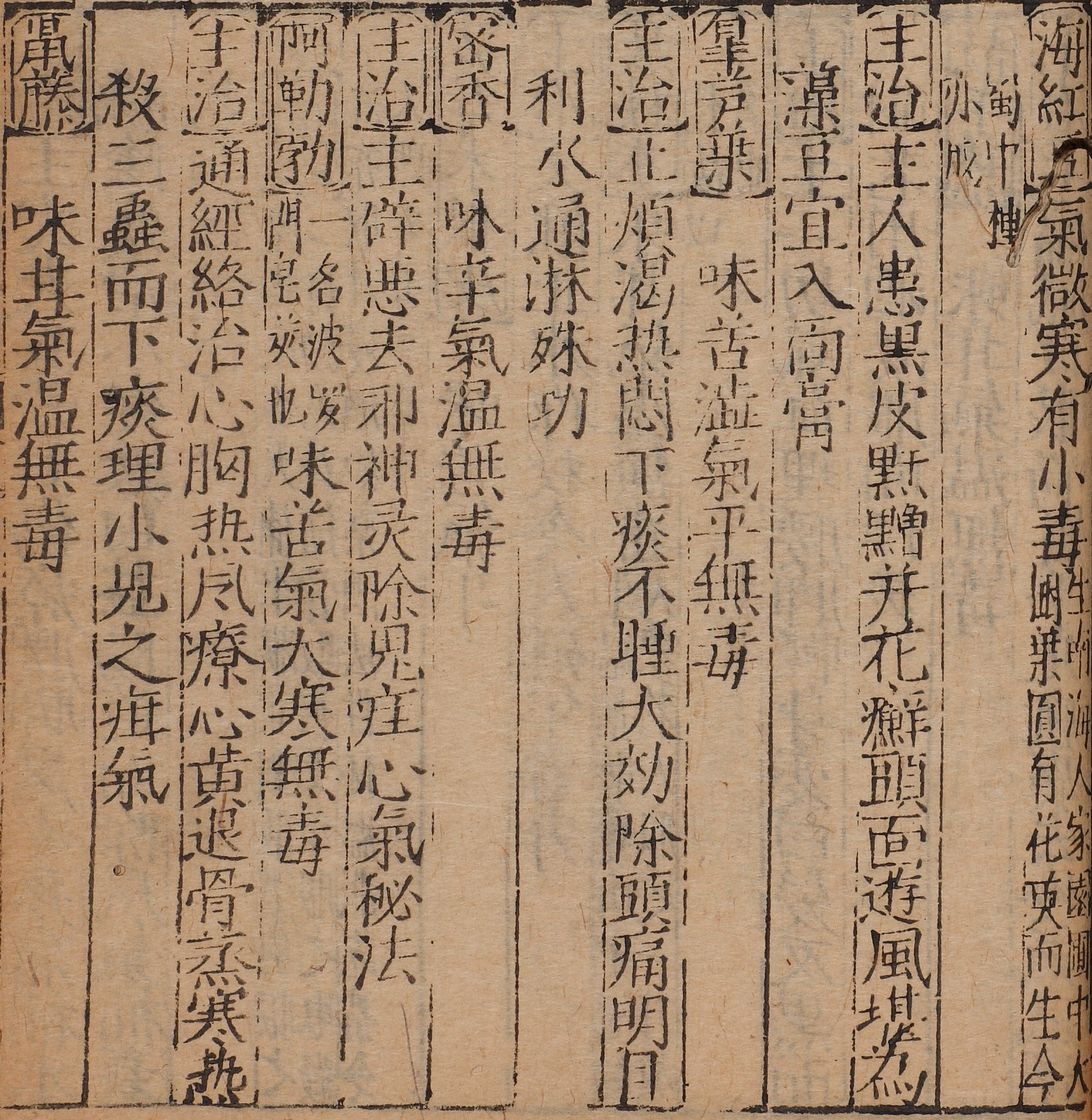
1582年《太乙仙製本草藥性大全》積善堂刊本
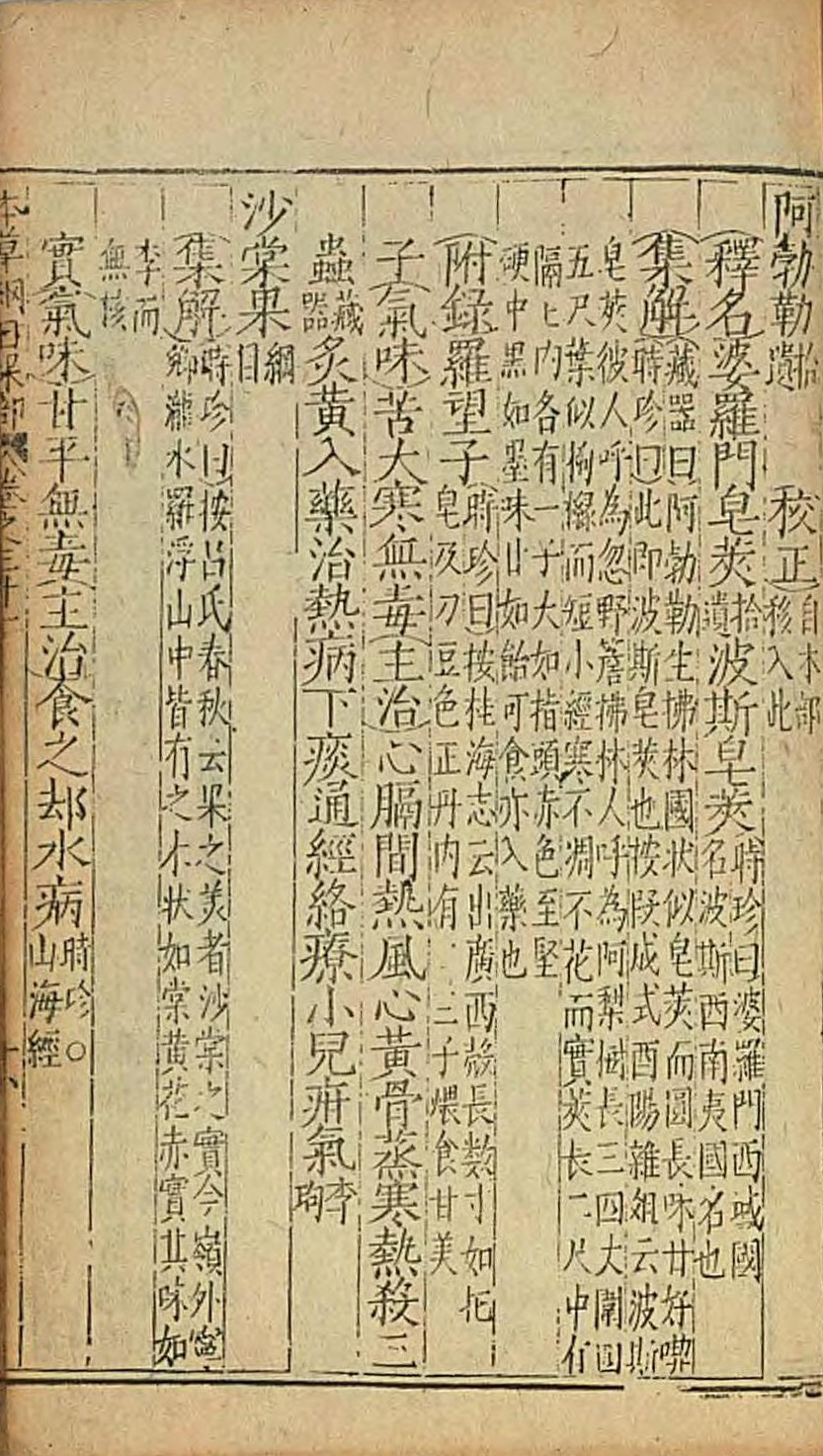
1596年《本草綱目》金陵初本首次誤寫作“阿勃勒”
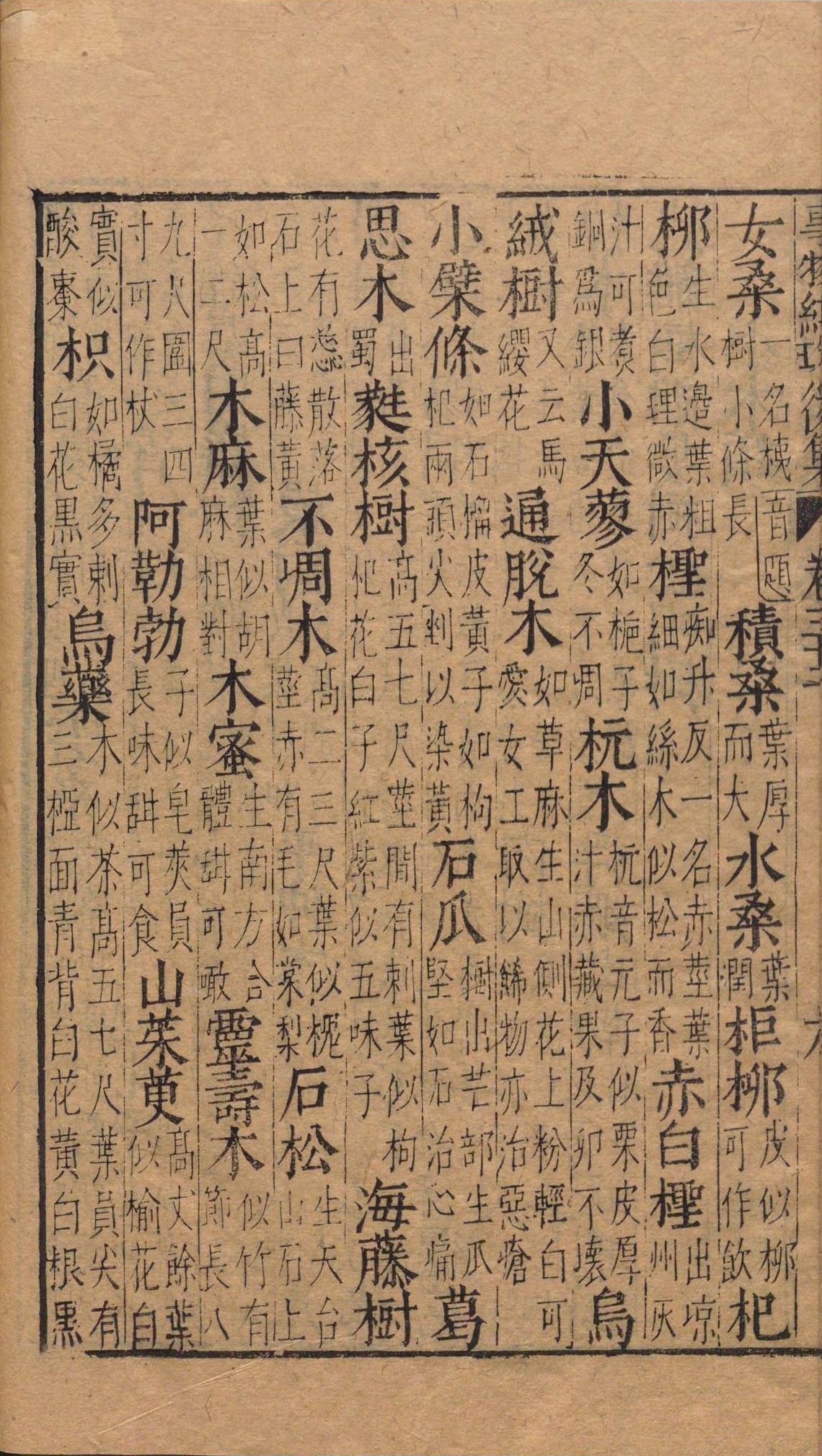
1604年《事物紺珠》吳氏刊本，於《本草綱目》出版前成書（1591年），故仍作“阿勒勃”
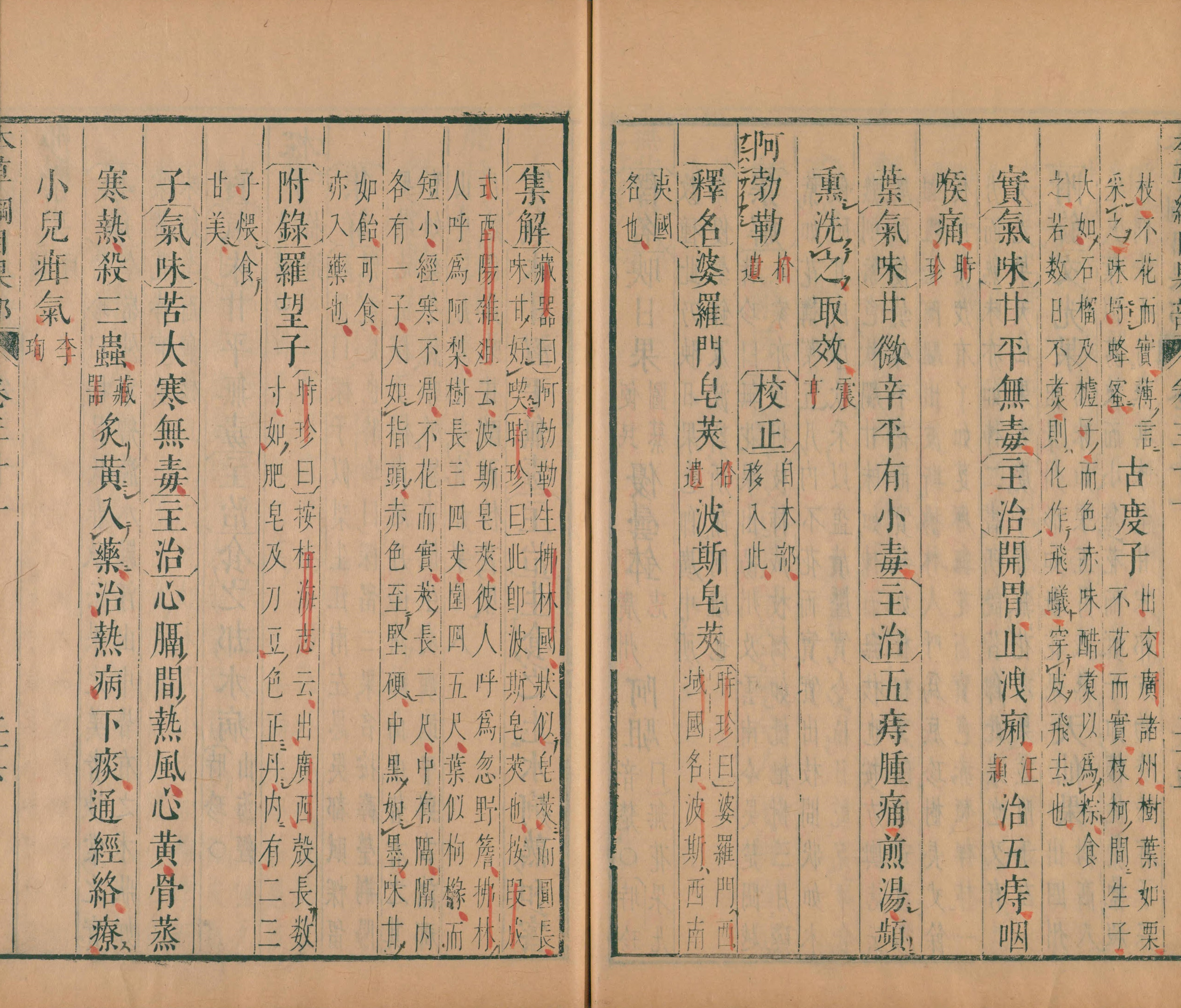
1640年《本草綱目》杭州本
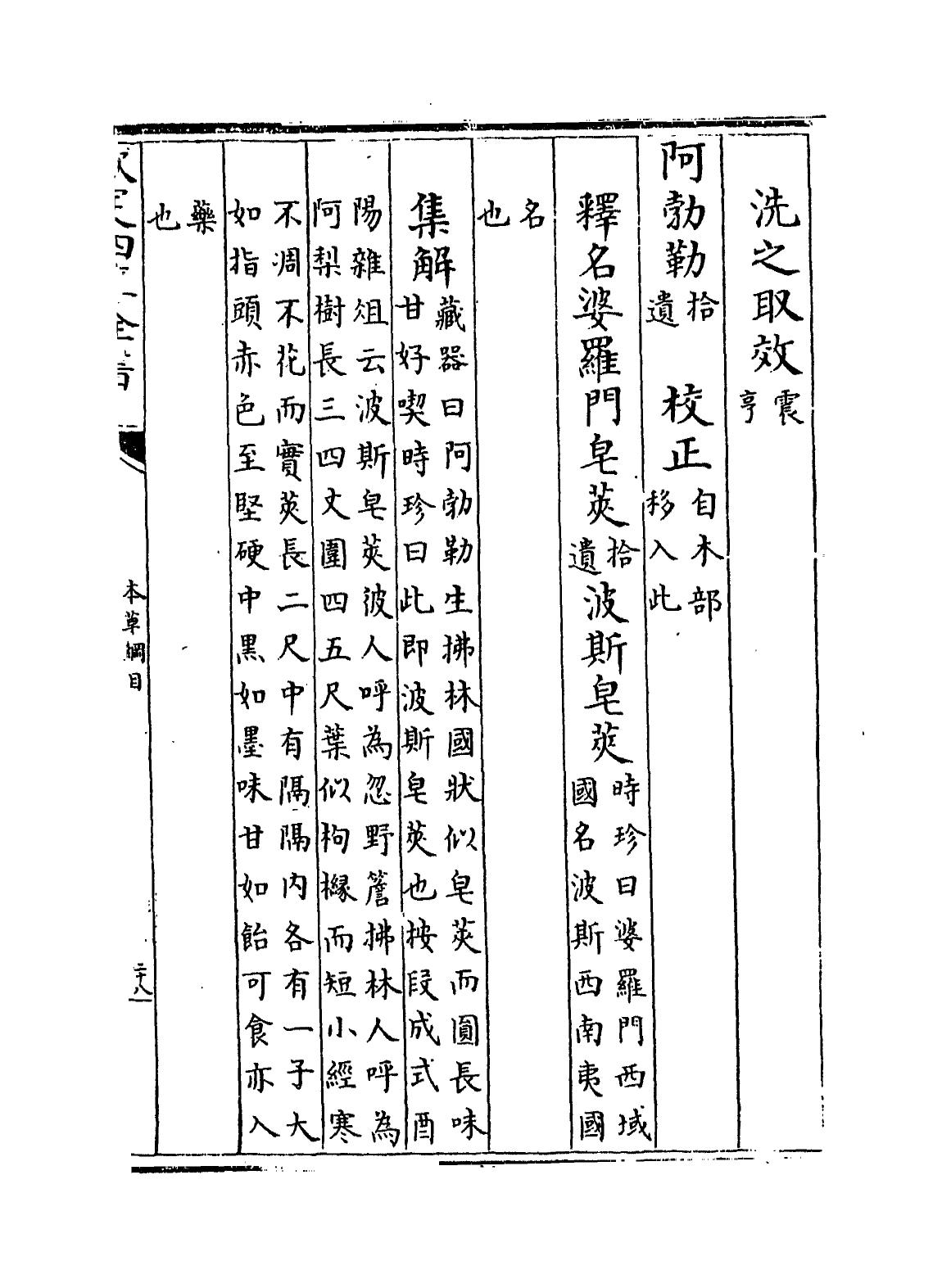
18世紀《本草綱目》四庫全書本
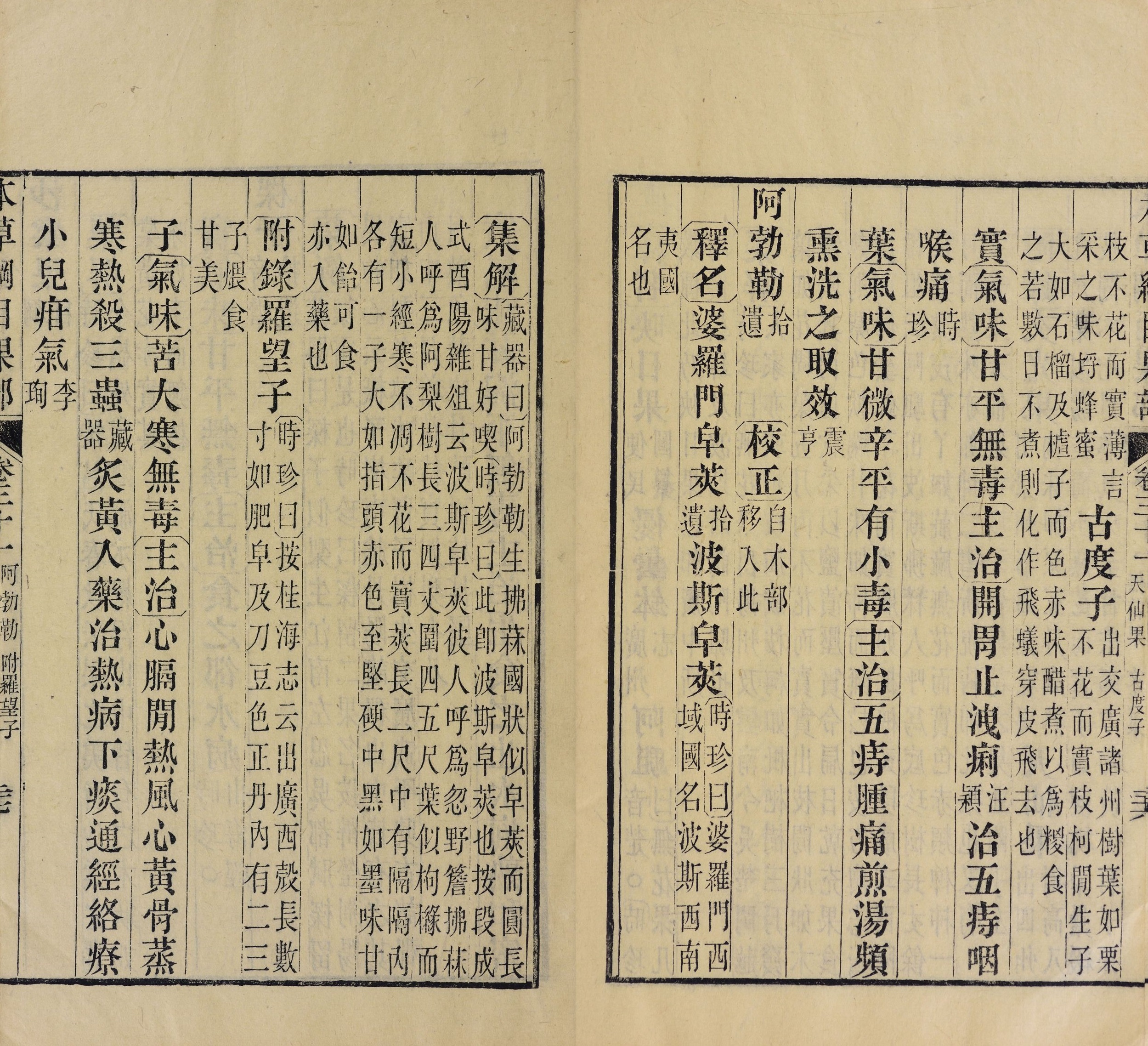
1885年《本草綱目》合肥本

## 形态
阿勒勃是一種中型樹，樹身可長至10至20米高，而且生長迅速。阿勒勃是一種落葉樹或半常綠樹，葉長15到60厘米，偶數羽狀複葉，每片樹葉有4到8對小葉片，每片長約7到21厘米、闊約4到9厘米，小葉對生，葉面平滑，全緣。花長在約20到40厘米長的下垂狀腋生總狀花序。花的直徑約4到7厘米，花瓣5枚離生，大小略等，雄蕊10枚，花絲黃色彎成勾狀，其中有3枚特長、4枚中等而另3枚較短為不孕性。花落後結出長棍棒狀不開裂莢果，長約30到60厘米，1.5到2.5厘米闊，需時一年才成熟，顏色由綠轉黑褐，每室有一種子，呈扁圓形有褐色光澤，果肉是瀝青狀黑色黏質，有一股刺鼻的氣味。

## 用途
阿勒勃的嫩叶、花、荚肉、种子均可食用和入药，有輕瀉作用。阿勒勃含有羟基蒽衍生物，具有潜在的遗传毒性，长期服用可能会增加罹患肠癌的风险。短期大量食用也可能会导致恶心、呕吐、头晕等中毒症状。樹皮含單寧，可作紅色染料。
阿勒勃一般可作景觀樹或行道樹之用，廣泛在熱帶及亞熱帶地區種植。花期在5月，初夏滿樹金黃色花，花序隨風搖曳、花瓣隨風而如雨落，所以又名「黃金雨」。為喜溫樹種，以砂質壤土最佳，排水、日照需良好，有霜凍害地區不能生長。繁殖可用扦插或播種法。

## 象征
阿勒勃是泰國的國花，當地稱為「Dok Khuen」，其黃色的花瓣象徵泰國皇室。而2006年在「清邁農業研究中心」（Royal Agricultural Research Center）舉辦的「世界園藝博覽會」即以黃金雨命名稱為「佛曆2549年世界崇頌叻差弗花苑博覽會」（Royal Flora Ratchaphruek 2549），「叻差弗」（Ratchaphruek）是「Dok Khuen」的別名，而「佛曆2549年」即西元2006年，「崇頌」即泰王普密蓬，是泰王登基60週年慶典之一。
因為其被認為與舊時代教師手中的教鞭相似，也成為國立臺灣師範大學的校樹。
阿勒勃亦是印度南部喀拉拉邦的「邦花」，當地稱為「kanikkonna」，是當地新年（Vishu）典禮用的花卉。

## 圖片

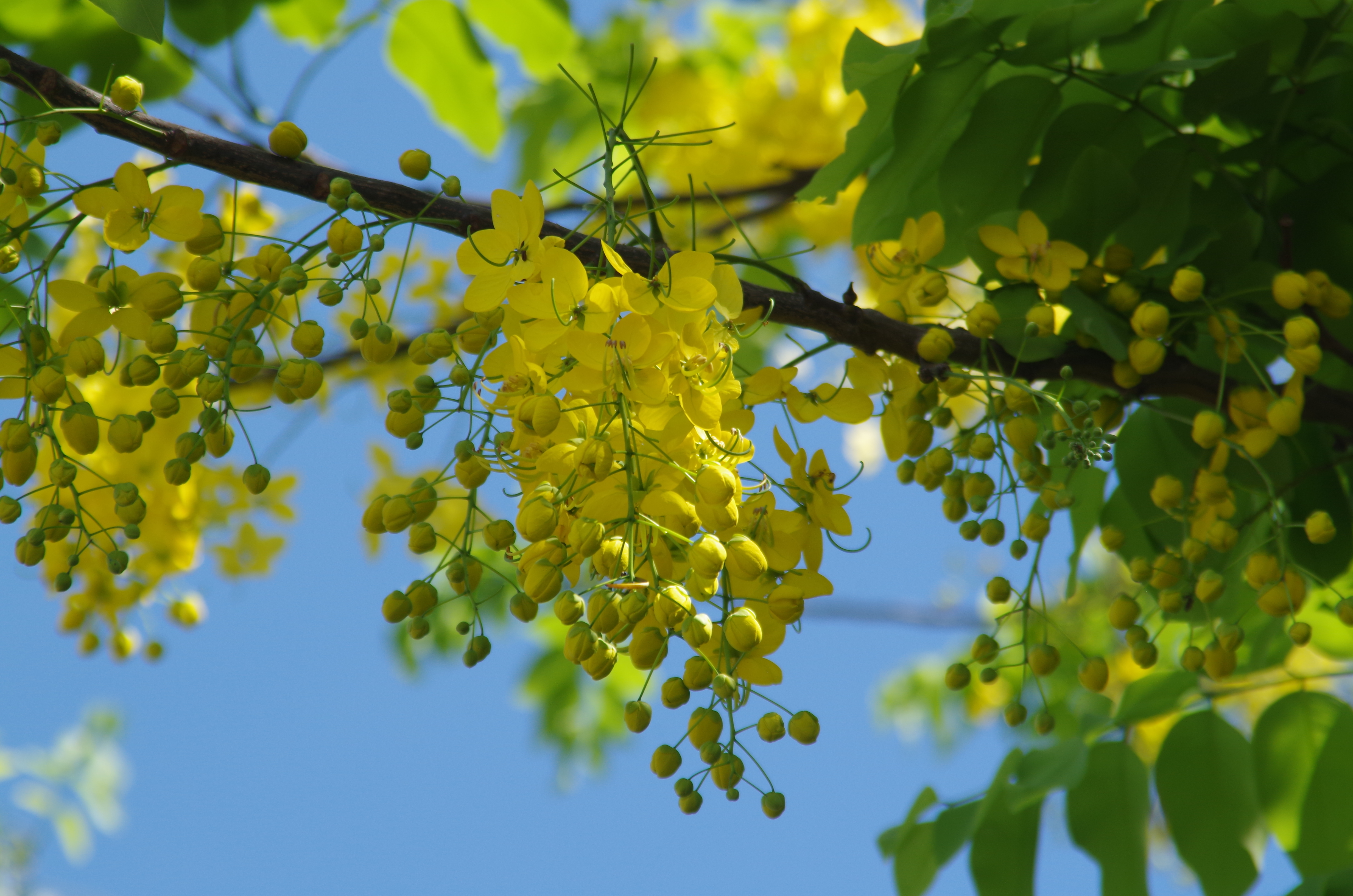
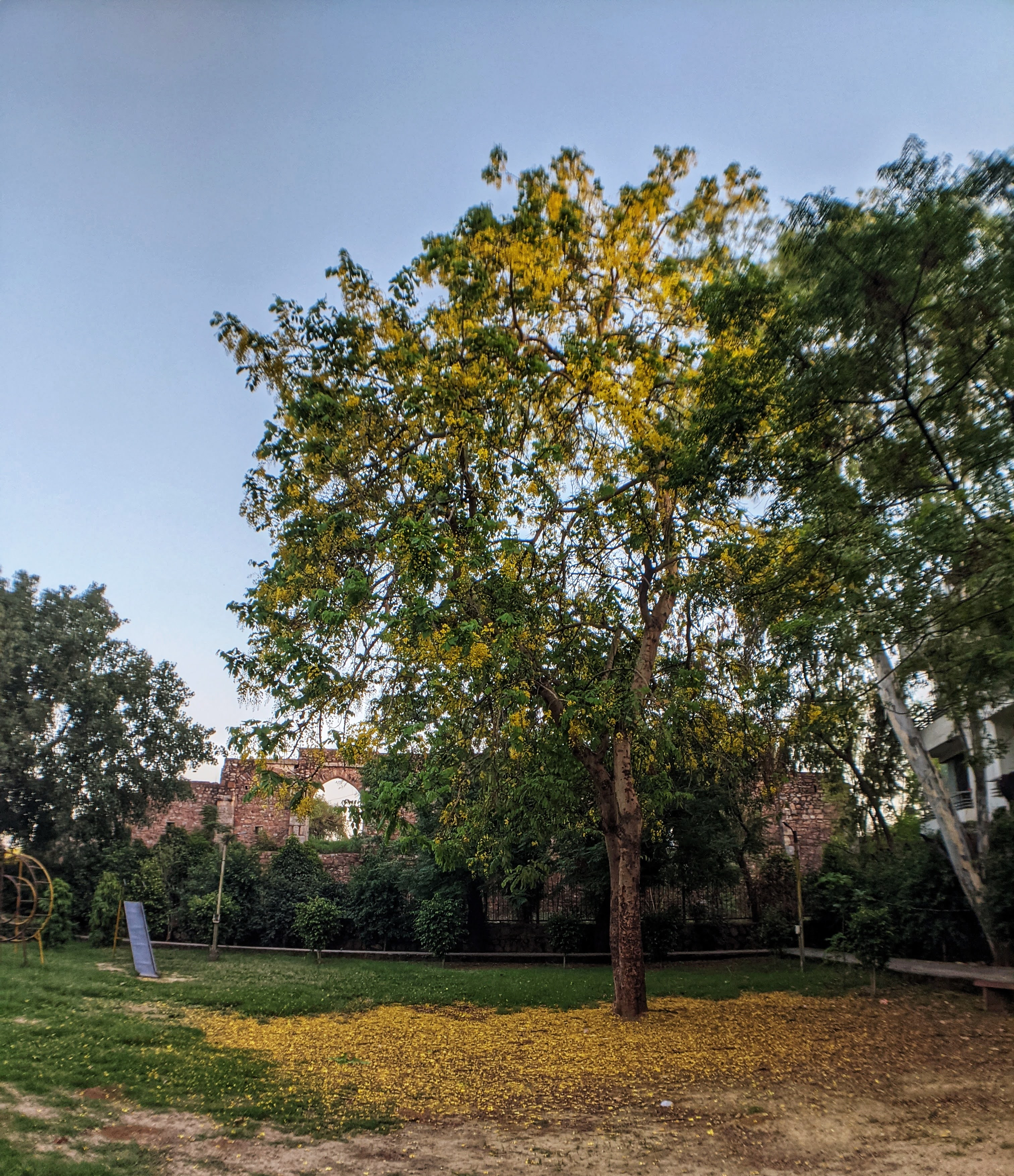
印度德里的阿勒勃
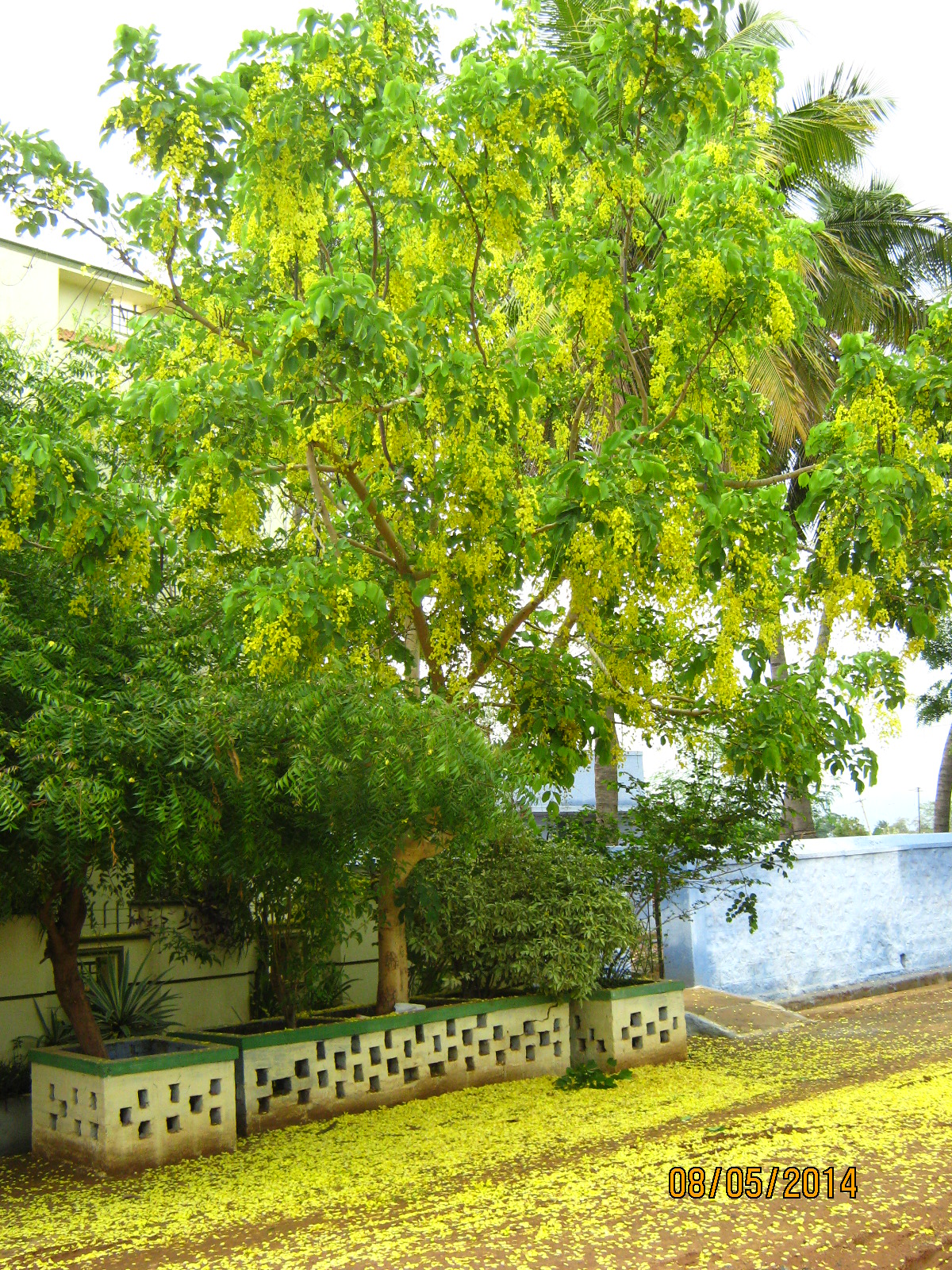
樹花盛開的阿勒勃
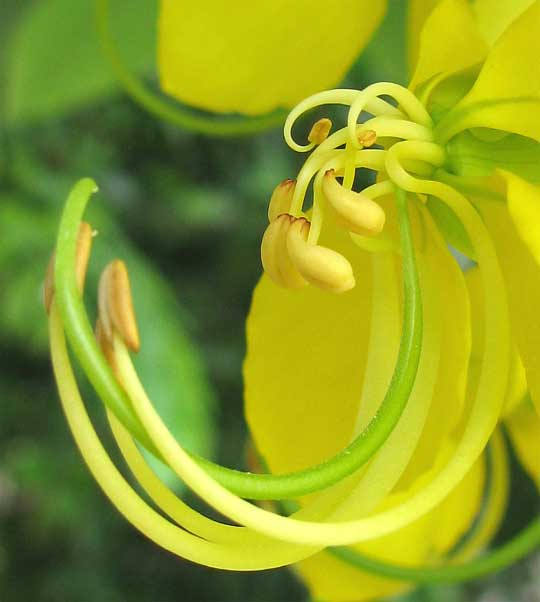
花朵雌蕊與雄蕊
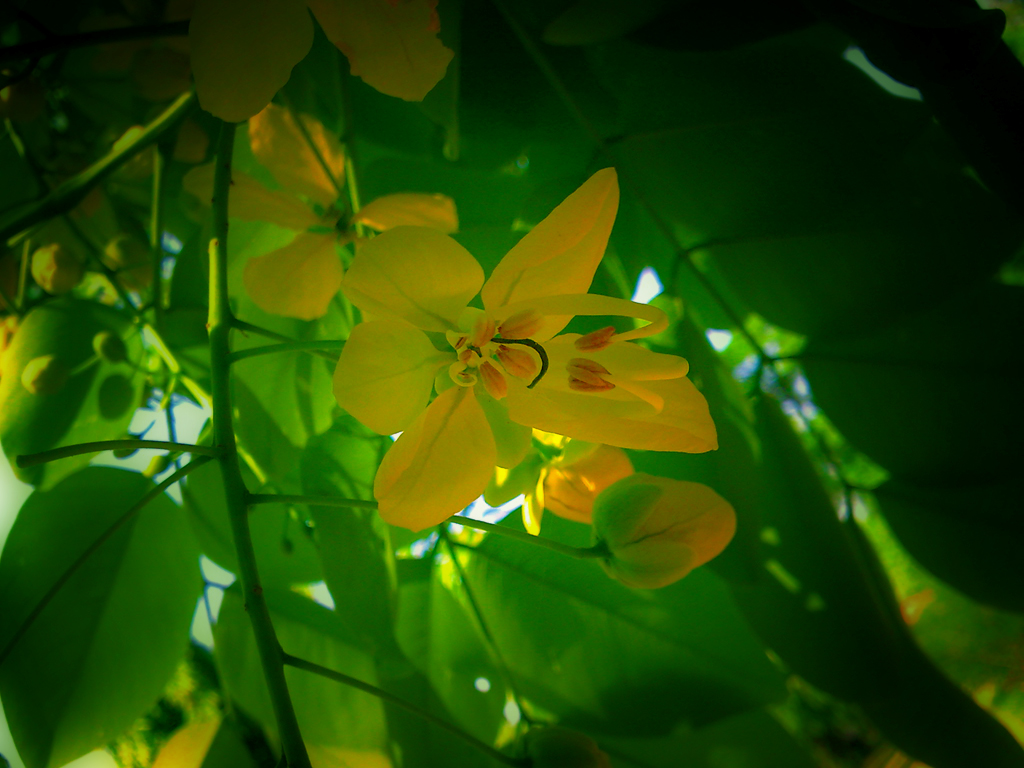
花
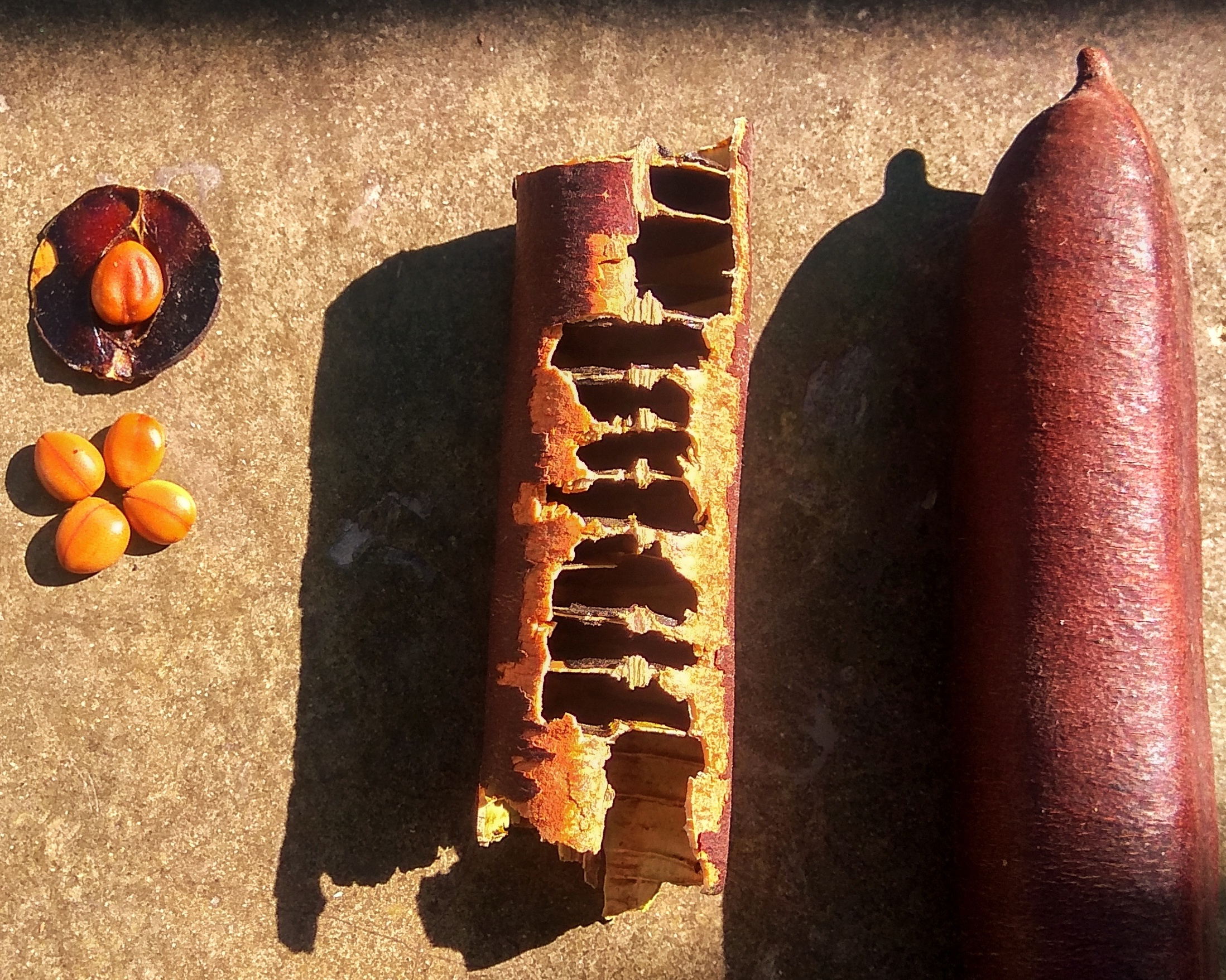
種子
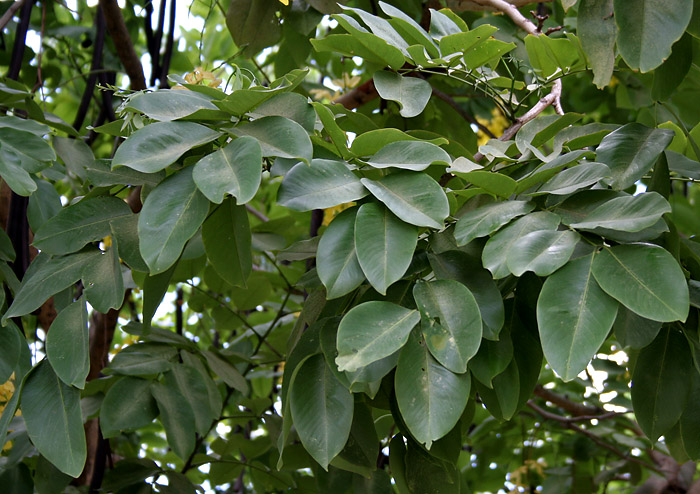
葉子
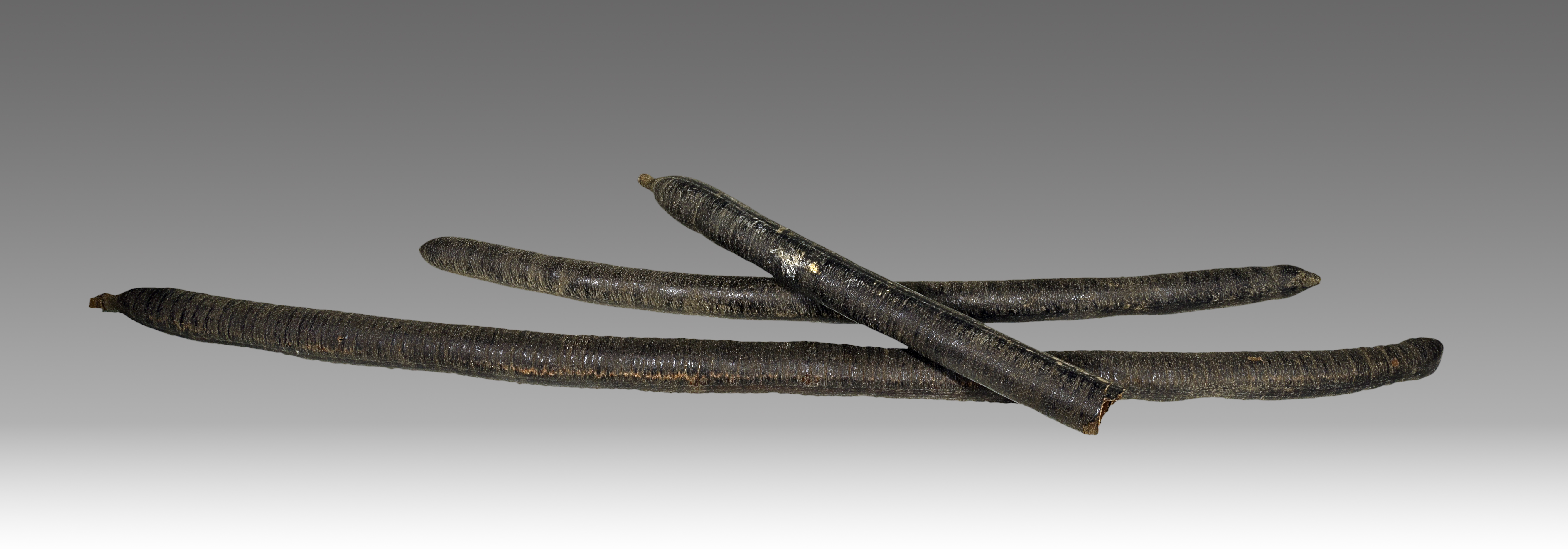
果實
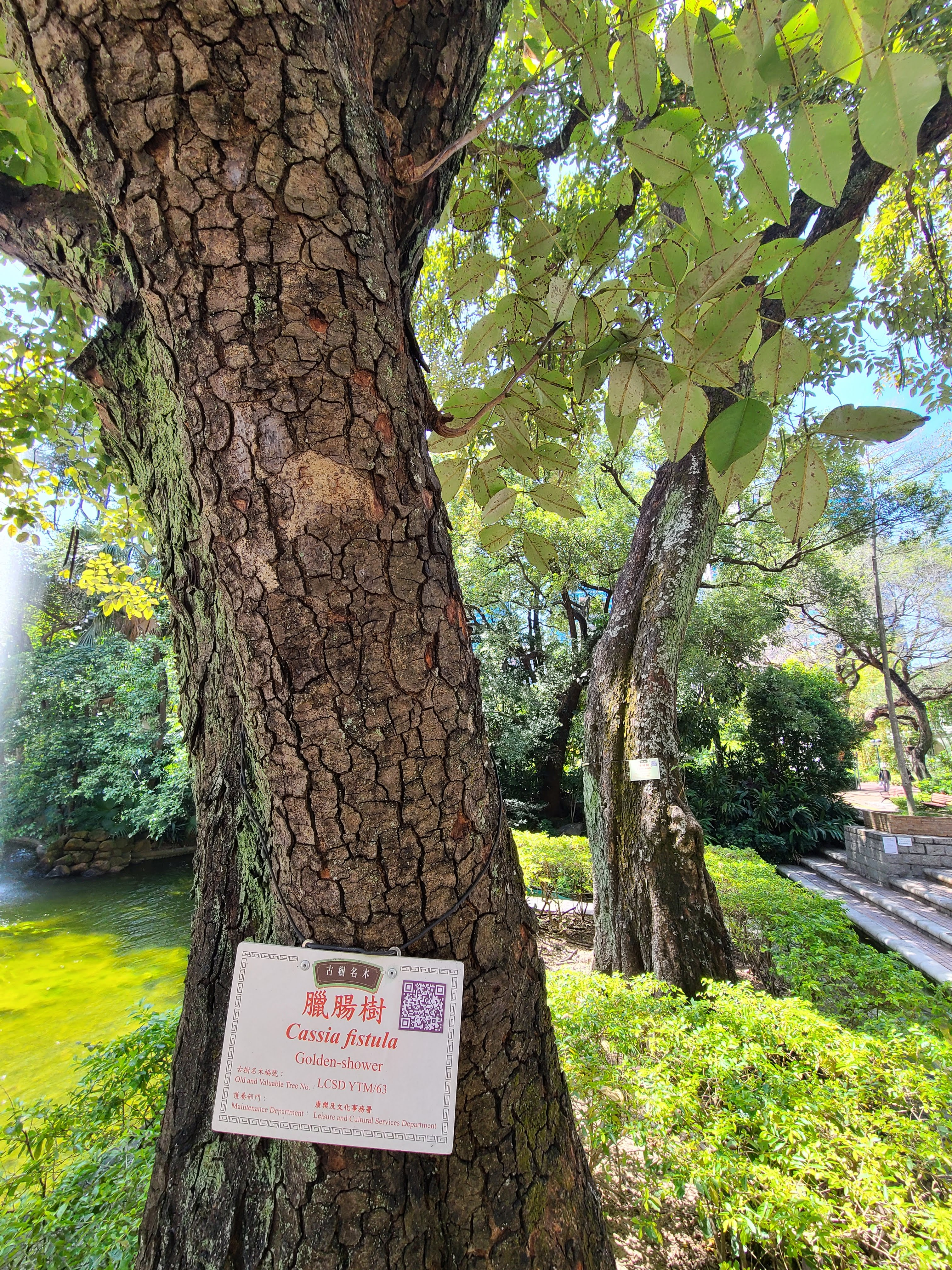
樹皮

## 外部連結
- Cassia fistula （页面存档备份，存于）
- 金鏈花不是阿勃勒 （页面存档备份，存于）
- 更多黃金雨的介紹 （页面存档备份，存于）

## 延伸阅读
[在维基数据编辑]
 《欽定古今圖書集成·博物彙編·草木典·阿勃勒部》，出自陈梦雷《古今圖書集成》